# Eagle Base
Eagle Base var namnet på den amerikanska basen förlagd inne på Tuzla Airbase i Bosnien och Hercegovina. På campen fanns även svenska enheter förlagda. Under 1999 till januari 2000 verkade delar ur det svenska sjukvårdskompaniet från Doboj på basen.